# Willis Carrier
Willis Haviland Carrier (ur. 26 listopada 1876 w Angola w stanie Nowy Jork, zm. 7 października 1950 w Nowym Jorku) – amerykański inżynier i wynalazca (autor ok. 80 patentów), autor podręczników i formuł obliczeniowych, nazywany ojcem współczesnej klimatyzacji.

## Życiorys
Willis Carrier urodził się w 1876 roku. W latach 1890–1894 uczył się w Angola Academy, następnie do 1896 roku pracował w charakterze nauczyciela w szkołach podstawowych, po czym do 1901 roku studiował na Cornell University, uzyskując stopień inżyniera mechanika o specjalności elektrycznej.
Po ukończeniu studiów rozpoczął pracę w biurze konstrukcyjnym Buffalo Forge Company, pracował tu nad projektami kotłowni i suszarni, a w ramach własnych zainteresowań studiował metody obliczeniowe, którymi posługiwali się projektanci przy doborze wentylatorów nadmuchowych do kotłów. Wyniki jego prac były szeroko komentowane i wzbudzały zainteresowanie nie tylko pracowników firmy, ale i jej kierownictwa, które postanowiło zlecić Willisowi Carrierowi prowadzenie tego rodzaju badań w ramach zatrudnienia. Pierwsze zlecenie dotyczyło nagrzewnic parowych. W wyniku badań zespołu Carriera powstały dokładne tablice określające właściwości fizyczne pary wodnej oraz formuły pozwalające dokładniej dobierać urządzenia w inżynierii.
Już rok później (1902), w wyniku prowadzonych badań nad nagrzewnicami parowymi i znacznymi zyskami przedsiębiorstwa z tytułu zmniejszenia reklamacji, w Buffalo Forge Company powstał pod kierownictwem Willisa Carriera Dział Badań. Zespół prowadził badania nad możliwością kontrolowania wilgotności powietrza w układach wentylacyjnych. Efektem obliczeń i przeprowadzonych doświadczeń była, uznawana za pierwszą na świecie (uruchomiona oficjalnie 17 lipca 1902) instalacja klimatyzacji w drukarni, gwarantująca kontrolę wilgotności powietrza w pomieszczeniu.
W 1904 roku Carrier wystąpił o przyznanie patentu na „urządzenie do obróbki powietrza” (dzisiejsza komora zraszania), który dostał w 1906 roku, a w 1905 roku rozpoczął pracę nad stworzeniem katalogu wyrobów przedsiębiorstwa Buffalo Forge wraz z poradnikiem dla inżynierów zawierającym m.in. wyniki jego badań, informacje z podstaw psychrometrii i wykres psychrometryczny (zwany dziś wykresem Carriera). W 1911 roku Carrier opublikował wyniki swoich badań w opracowaniu „Rational Psychrometric Formulae”. Dokument ten, tłumaczony na wiele języków, stał się podstawą do badań z zakresu klimatyzacji na całym świecie. Trzy lata później ukazał się pierwszy podręcznik dla inżynierów klimatyzacji autorstwa Willisa Carriera. Oprócz informacji na temat przemian psychrometrycznych powietrza, podręcznik zawierał pełny opis zaproponowanej przez Carriera metody obliczania strat ciśnienia liniowego i miejscowego w przewodach wentylacyjnych. Metodę tę stosuje się do dzisiaj. Początek wojny w 1914 roku przyczynił się jednak do zmiany profilu produkcyjnego wielu przedsiębiorstw, w tym też Buffalo Forge Company, która zamknęła dział klimatyzacji.
W 1907 roku z przedsiębiorstwa Buffalo Forge wydzielono samodzielny dział zajmujący się tylko klimatyzacją. Nowe przedsiębiorstwo przyjęło firmę Carrier Air Conditioning Company, ale w całości pozostało własnością Buffalo Forge Company. 26 czerwca 1915 roku w Nowym Jorku powstała nowe przedsiębiorstwo Carrier Engineering Corporation, którego właścicielami oprócz Willisa Carriera zostali: J. Irvine Lyle, Edward T. Murphy, L. Logan Lewis, Ernest T. Lyle, Alfred E. Stacey Jr., Edmund P. Hacked.
W 1915 roku Carrier prowadził badania nad indukcją powietrza, która pozwala zmniejszyć ilość powietrza nawiewanego do pomieszczenia, a tym samym zmniejszyć koszty inwestycyjne i eksploatacyjne instalacji klimatyzacji, w tym samym roku rozpoczął trwające do 1920 roku doświadczenia nad wytwornicami wody lodowej. W wyniku badań stwierdzono, że stosowane wtedy urządzenia wymagały specjalistycznej obsługi i były zacofane technologicznie. W innych gałęziach przemysłu zaczęto już odchodzić od stosowania agregatów tłokowych. Ich rolę przejęły turbiny i pompy odśrodkowe. Dodatkowym problemem był amoniak stosowany jako czynnik chłodniczy, który jest toksyczny i niebezpieczny w użyciu. W 1920 roku podjęto decyzję o konstrukcji nowego urządzenia chłodniczego opartego na nowym czynniku chłodniczym i z kompresorem odśrodkowym z napędem bezpośrednim. Jedynym czynnikiem chłodniczym spełniającym założenia konstrukcyjne – nietoksyczność, wysoką temperaturę wrzenia itd. – był dielene C2H2Cl2 produkowany jedynie w Niemczech. Pomysł konstrukcji nowego typu urządzeń chłodniczych napotkał na dodatkowy problem, którym było finansowanie produkcji urządzeń. Ze względu na zawyżone koszty zakupu nowego agregatu, w styczniu 1921 roku na corocznym zjeździe, postanowiono rozpocząć własną produkcję. Do tej pory przedsiębiorstwo Carrier Engineering Corporation zajmowała się jedynie projektowaniem i wykonawstwem (montażem) instalacji – z wykorzystaniem urządzeń innych przedsiębiorstw. W związku z podjętymi decyzjami w marcu 1921 r. Carrier Engineering Corporation przeniosła swoją siedzibę do Newark w stanie New Jersey, gdzie miała zajmować się produkcją urządzeń. Wkrótce potem złożono wnioski patentowe na rozwiązanie stosowane w nowym agregacie chłodniczym. Sprężarkę odśrodkową dla nowego czynnika w 1922 roku dostarczyło niemieckie przedsiębiorstwo C.H. Jaeger & Company z Lipska. W tym samym czasie Willis Carrier otworzył przedstawicielstwo swojego przedsiębiorstwa w Anglii. 22 maja 1922 r. odbyła się prezentacja nowego urządzenia chłodniczego ze sprężarką odśrodkową. W następnym roku zamontowano pierwszą instalację chłodniczą opartą na nowym typie urządzeń.
W 1925 roku przedsiębiorstwo wykonało instalację klimatyzacji w Rivoli Theatre w Nowym Jorku. Był to pierwszy klimatyzowany obiekt użyteczności publicznej w Nowym Jorku. Jego otwarcie było szeroko reklamowane, a sukces przedsięwzięcia zaowocował gwałtownym zapotrzebowaniem na instalacje klimatyzacji w kinach, które do tej pory były zamykane w okresie letnich upałów. Instalacje w kinach oparte zostały na nowych systemach rozdziału powietrza – z jednej strony w przypadku większych sal nawiew powietrza był od góry, a wywiew dołem, z drugiej strony w przypadku mniejszych sal stosowano nawiewniki w kształcie dyszy montowane pod sufitem (patent w 1927 roku). W tym samym 1925 roku oddano do użytku instalację do mrożenia tafli lodowej w hali hokejowej w Madison Square Garden w Nowym Jorku. Instalacja oparta była również na agregacie z kompresorem odśrodkowym.
Rok później Carrier opatentował nowy czynnik chłodniczy Carrier I, który pozwalał na dwukrotne zwiększenie wydajności przy tej samej wielkości agregatu, a kolejne dwa lata później został utworzony nowy oddział przedsiębiorstwa zajmujący się wyłącznie produkcją urządzeń standardowych (tzn. nie na zamówienie, jak to było do tej pory), tańszych, przeznaczonych dla małych obiektów (np. mieszkań). Ten dział był jednym z głównych marzeń i dążeń Carriera o klimatyzacji dostępnej dla każdego. W 1930 roku Carrier Engineering Corporation wykonała pierwszą klimatyzację na statku pasażerskim i w wagonie kolejowym.
W 1930 roku nastąpiło połączenie Carrier Engineering Corporation z przedsiębiorstwami Brunswick-Kroeschell Company i z Vork Heating & Ventilation Corporation. Nowe przedsiębiorstwo otrzymało firmę Carrier Corporation i przeniosło się do Syracuse w stanie Nowy Jork. Korporacja otworzyła również swój oddział w Japonii. W latach 1930. Willis Carrier zajął się – obok klimatyzacji pojazdów – także problemem klimatyzacji budynków biurowych wielokondygnacyjnych. Efektem jego badań była instalacja (1939) oparta na urządzeniach podokiennych z nagrzewnicami i chłodnicami. System – nazwany Conduit Weathermaster – został opatentowany w 1944 roku.
W czasie II wojny światowej przedsiębiorstwo Carriera pracowało na potrzeby przemysłu zbrojeniowego (m.in. system Redgehog do zrzucania bomb głębinowych) oraz wykonało instalację chłodniczą dla tunelu aerodynamicznego do badań prototypów samolotów. W tamtym czasie była to największa wówczas instalacja klimatyzacji na świecie, pole powierzchni przekroju poprzecznego tunelu wynosiło 180 m², a powietrze (o przepływie setek tysięcy m³/h) musiało być schłodzone do –50 °C (warunki zbliżone do lotów na dużych wysokościach). Instalację projektowano i konstruowano przez 4 lata. 24 kwietnia 1944 system oddano do użytku. Był to ostatni projekt autorski Willisa Carriera, który po zakończeniu wojny przeszedł na emeryturę.
Przedsiębiorstwo założone przez Carriera istnieje do dziś i ma przedstawicielstwa w ok. 170 krajach świata (w Polsce od 1997 roku).
Willis Haviland Carrier zmarł 7 października 1950 roku w Nowym Jorku. Został pochowany na cmentarzu Forest Lawn Cemetery (76/15) w Buffalo w stanie Nowy Jork.

## Życie prywatne
Był trzykrotnie żonaty (dwa razy owdowiał), adoptował dwójkę dzieci. Był prezbiterianinem i republikaninem.